# الصرع الطفلي المصحوب بغيبة
الصرع الطفلي المصحوب بغيبة هو أكثر أشكال المتلازمة الصرعية شيوعًا لدى الأطفال. يُعتبر الصرع الطفلي المصحوب بغيبة أحد أنواع الصرع مجهولة السبب التي تحدث لدى الأطفال الأصحاء، ويُعرف أيضًا باسم الصرع الوراثي. ينحصر نوع النوبات الملحوظة في وقت التشخيص على النوبة النمطية المصحوبة بغيبة التي قد تحدث حتى 100 مرة في اليوم. تتميز النوبة النمطية المصحوبة بغيبة بحدوث تبدل الوعي المفاجئ إضافة إلى التوقف المفاجئ للنوبة. تُعد النوبات المصحوبة بغيبة قصيرة (ما يقارب 4 إلى 20 ثانية) لكنها تحدث بشكل متواتر، إذ تحدث أحيانًا مئات المرات في اليوم وتتضمن اضطراب الوعي بشكل مفاجئ وشديد. تتطور درجة معتدلة من السلوكيات التلقائية المتكررة، لكنها تُستبعد من التشخيص نتيجة حدوث الاضطرابات الحركية الكبيرة في وقت مبكر من دورة المرض. تشير تقارير تحليل كهربية الدماغ إلى وجود تدفقات «الموجات الحسكية 3 هرتز النموذجية» المميزة. يمثل الصرع الطفلي المصحوب بغيبة أحد أشكال المتلازمة الصرعية الطفلية الشائعة المعروفة بشكل جيد والمؤثرة على 10-17% من الأطفال المصابين بالصرع. عُرف هذا الصرع في السابق باسم الصرع المتكرر «pyknolepsy». يُشتق هذا الاسم من الكلمة اليونانية بيكنوز (picnós)، التي تعني المتكرر أو المجمع. يبدأ ظهور الصرع الطفلي المصحوب بغيبة عادة في سن 4-10 سنوات، مع وصوله إلى الذروة في سن 5-7 سنوات. تتميز النوبة النمطية المصحوبة بغيبة بحدوث تبدل الوعي المفاجئ إضافة إلى التوقف المفاجئ للنوبة. تشير تقارير تحليل كهربية الدماغ إلى وجود تدفقات تتابعية معممة من «الموجات الحسكية 3 هرتز النموذجية» المميزة التي تبدأ وتنتهي بشكل مفاجئ. يمتلك الصرع الطفلي المصحوب بغيبة إنذارًا جيدًا بشكل عام مع معدلات مقبولة من الاستجابة للعلاج وقدرة الكثير من المرضى على التخلص من نوباتهم المصحوبة بغيبة مع تقدمهم في العمر. مع ذلك، تبقى صعوبات التعلم ومعدلات الإصابة بالنوبات مرة أخرى أعلى لدى المصابين في السابق بالصرع الطفلي المصحوب بغيبة مقارنة بغيرهم، حتى بعد مرور سنوات عديدة على الإصابة.
في حال تأخر ظهور النوبات المصحوبة بغيبة حتى سن 8 سنوات أو أكثر، أو في حال عدم تكرار النوبات المصحوبة بغيبة أو حدوثها لدى الأفراد المصابين بالنوبات التوترية الرمعية المعممة، يجب النظر في إمكانية تشخيص المرض على أنه صرع شبابي مصحوب بغيبة.

## العلامات والأعراض
يتميز صرع «سي إيه إي» بوجود النوبات المصحوبة بغيبة. تُعد النوبات المصحوبة بغيبة قصيرة (ما يقارب 4 إلى 20 ثانية) لكنها تحدث بشكل متواتر، إذ تحدث عادة عشرات المرات في اليوم لكن يمكن حدوثها في بعض الأحيان لمئات المرات في اليوم. تشمل هذه النوبات اضطرابات مفاجئة في الوعي مع فقدان الوعي والقدرة على الاستجابة، ومحدودية السلوك وتحدد النشاط الذي يتراوح من التوقف الكامل لاستمرار النشاط إلى استكمال النشاط بحالة متغيرة. تشمل سمات النوبات الأخرى حركات الأجفان والتحديق أو فتح العينين والشحوب. تتطور درجة معتدلة من السلوكيات التلقائية والحركات المتكررة في بداية النوبات، لكنها تُستبعد من التشخيص نتيجة حدوث الاضطرابات الحركية الكبيرة، مثل السقوط الونائي، في وقت مبكر من دورة المرض. يمكن تعريف النوبة المصحوبة بغيبة وفقًا للجنة الرابطة الدولية لمكافحة الصرع على أنها «بدء مفاجئ، وانقطاع في النشاطات الجارية، وتحديق وانحراف العينين نحو الأعلى لمدة ثوانٍ قليلة، مع ارتباط ذلك بمعقدات الموجات الحسكية المتناظرة بين 2-4 هرتز، على وجه الخصوص 3 هرتز، ونشاط خلفي طبيعي». يمكن تقسيم النوبات المصحوبة بغيبة إلى مجموعتين فرعيتين (بينري وآخرون، 1975)، إذ تنطوي المجموعة الأولى على اضطراب الوعي، بينما ترتبط الثانية مع العناصر السريرية الأخرى مثل الأعراض الرمعية، والونائية، والتوترية، والمستقلية والسلوكيات التلقائية. على الرغم من حدوث الصرع الطفلي المصحوب بغيبة عادة لدى الأطفال ذوي التطور العصبي السليم إلى جانب استجابتهم للعلاجات المضادة للصرع، يُعد هؤلاء الأطفال عرضة لخطر الفشل الأكاديمي ومعدلات اضطرابات الانتباه العالية.